# 마이티 마우스 (캐릭터)
마이티 마우스(Mighty Mouse)는 미국의 만화 마이티 마우스 시리즈의 애니메이션 캐릭터이다. 20세기 폭스 사의 테리툰 스튜디오(Terrytoons)에서 만들었다. 구상 당시 첫 이름은 수퍼 마우스(Super Mouse)였으나, 마블 코믹스의 캐릭터중 이 이름을 가진 캐릭터가 있어 지금의 이름을 가지게 되었다. 마이티 마우스는 테리툰의 여러 가지 영화에서 많이 등장하는 대표적인 인물로써, 다른 주인공을 구해주는 영웅으로 나오는 내용이 많다.